# Flaga Republiki Włoskiej
Flaga Republiki Włoskiej – flaga państwa istniejącego w latach 1802–1805 w północno-środkowych Włoszech.

## Wygląd
Flaga Republiki Włoskiej jest czerwonym kwadratem, w którym znajduje się biały romb wraz z zielonym kwadratem. Flaga ta jest bardzo podobna do flagi Królestwa Włoch.